# Paulette Bourgeois
 (novembre 2021).
Si vous disposez d'ouvrages ou d'articles de référence ou si vous connaissez des sites web de qualité traitant du thème abordé ici, merci de compléter l'article en donnant les références utiles à sa vérifiabilité et en les liant à la section « Notes et références ».
Paulette Bourgeois, née le 20 juillet 1951 à Winnipeg au Manitoba, est une auteure canadienne de littérature d'enfance et de jeunesse. Elle habite aujourd’hui à Toronto, en Ontario.

## Biographie
Paulette Bourgeois est  connue pour ses histoires de Franklin la tortue, une tortue qui, au fil de ses aventures, découvre le monde et les personnes qui l’entourent et qui, petit à petit, se forge son propre caractère. Paulette Bourgeois publie son premier livre en 1986, la première aventure de Franklin. Celle-ci s’intitule Franklin et la nuit et raconte comment Franklin arrive à surmonter sa peur du noir.
Les aventures de Franklin ont fait l'objet d'une adaptation sous la forme d'une série télévisée d'animation : Franklin et d'un film Le Noël magique de Franklin en 2002. En 2003, elle est devenue membre de l'Ordre du Canada.

## Honneurs
- 2000 : Palmarès Communication-Jeunesse des livres préférés des jeunes

## Ouvrages
- Paulette Bourgeois et Brenda Clark, Franklin a peur du noir, Deux Coqs d'Or, 2005 (ISBN 2-01-391071-1)